# Делтона
Делтона (англ. Deltona) — місто (англ. city) в США, в окрузі Волусія на сході штату Флорида, на узбережжі Атлантичного океану. Знаходиться на північ від озера Монро. Населення — 93 692 особи (2020). Населення власне міста — 84 264 особи (2009 рік); агломерації Делтона-Дейтона-Біч-Ормонд-Біч — 495 890 осіб (2009 рік). Делтона разом з іншими містами агломерації відносяться до конурбації Орландо-Делтона-Дейтона-Біч з населенням 2 747 614 особи (2009 рік).
Перед набуттям Флоридою статусу штату 1845 року тут мешкали індіанці Тімукуа. Місто Делтона є спланованим містом, що почало забудовуватися 1962 року. Назва складена з назв двох найближчих міст: Дє-Ланд й Дейтона. Офіційно місто утворене 1995 року.
Середньодобова температура липня — +28, січня — +15. Щорічні опади — 1300 мм з піком на червень-вересень місяці.

## Географія
Делтона розташована за координатами 28°54′18″ пн. ш. 81°12′40″ зх. д. / 28.90500° пн. ш. 81.21111° зх. д. (28.905121, -81.210978).  За даними Бюро перепису населення США в 2010 році місто мало площу 106,36 км², з яких 97,20 км² — суходіл та 9,16 км² — водойми.

### Клімат
| Клімат : Делтона             | Клімат : Делтона | Клімат : Делтона | Клімат : Делтона | Клімат : Делтона | Клімат : Делтона | Клімат : Делтона | Клімат : Делтона | Клімат : Делтона | Клімат : Делтона | Клімат : Делтона | Клімат : Делтона | Клімат : Делтона | Клімат : Делтона |
| Показник                     | Січ.             | Лют.             | Бер.             | Квіт.            | Трав.            | Черв.            | Лип.             | Серп.            | Вер.             | Жовт.            | Лист.            | Груд.            | Рік              |
| Абсолютний максимум, °C      | 31,7             | 31,7             | 33,3             | 35,6             | 37,8             | 38,9             | 39,4             | 37,8             | 36,7             | 35,6             | 33,3             | 31,1             | 39,4             |
| Середній максимум, °C        | 21,1             | 22,2             | 25,0             | 27,2             | 30,6             | 32,2             | 33,3             | 33,3             | 31,7             | 28,3             | 25,6             | 22,2             | 27,8             |
| Середній мінімум, °C         | 8,3              | 9,4              | 12,2             | 13,9             | 17,2             | 20,6             | 21,7             | 21,7             | 21,1             | 17,8             | 13,9             | 10,0             | 15,7             |
| Абсолютний мінімум, °C       | −7,2             | −3,9             | −2,8             | 2,2              | 7,2              | 11,1             | 15,6             | 17,8             | 11,1             | 3,9              | −1,1             | −7,2             | −7,2             |
| Норма опадів, мм             | 73               | 75               | 97               | 65               | 90               | 163              | 178              | 184              | 149              | 90               | 75               | 64               | 1303             |
| ---------------------------- | ---------------- | ---------------- | ---------------- | ---------------- | ---------------- | ---------------- | ---------------- | ---------------- | ---------------- | ---------------- | ---------------- | ---------------- | ---------------- |
| Джерело: The Weather Channel |                  |                  |                  |                  |                  |                  |                  |                  |                  |                  |                  |                  |                  |

## Демографія
Згідно з переписом 2010 року, у місті мешкали 85 182 особи в 30 223 домогосподарствах у складі 23 046 родин. Густота населення становила 801 особа/км².  Було 34089 помешкань (321/км²).
Расовий склад населення:
| - 76,7 % — білих - 10,9 % — чорних або афроамериканців - 1,3 % — азіатів - 0,5 % — корінних американців - 0,1 % — вихідців з тихоокеанських островів - 7,0 % — осіб інших рас |

До двох чи більше рас належало 3,6 %. Частка іспаномовних становила 30,2 % від усіх жителів.
За віковим діапазоном населення розподілялося таким чином: 25,2 % — особи молодші 18 років, 61,8 % — особи у віці 18—64 років, 13,0 % — особи у віці 65 років та старші. Медіана віку мешканця становила 37,8 року. На 100 осіб жіночої статі у місті припадало 95,0 чоловіків;  на 100 жінок у віці від 18 років та старших — 91,4 чоловіків також старших 18 років.
Середній дохід на одне домашнє господарство  становив 50 430 доларів США (медіана — 42 077), а середній дохід на одну сім'ю — 54 100 доларів (медіана — 46 162). Медіана доходів становила 34 732 долари для чоловіків та 31 669 доларів для жінок. За межею бідності перебувало 16,4 % осіб, у тому числі 24,6 % дітей у віці до 18 років та 9,8 % осіб у віці 65 років та старших.
Цивільне працевлаштоване населення становило 34 739 осіб. Основні галузі зайнятості: освіта, охорона здоров'я та соціальна допомога — 19,5 %, роздрібна торгівля — 16,0 %, науковці, спеціалісти, менеджери — 11,6 %, мистецтво, розваги та відпочинок — 9,2 %.